# Synurales
Synurales (или Synurophyceae) је назив за групу хетероконтних алги, некада сматраних златним алгама, а данас издвојених у засебну категорију. Издвајање у засебну класу алги је, на основу претходне категорије Томаса Кавалије-Смита (Synurea, 1986), формално извео Андерсен 1987. године. Ова група алги обухвата 4 рода са око 116 врста. Врсте су већином слатководне, често узрокују цветања воде.

## Особине
су једноћелијске или колонијалне алге, са два паралелна бича који се налазе у предњем делу ћелије. У основи сваког бича налази се фоторецептор, док очна мрља не постоји. Поседују два хлоропласта, или један дворежњевит, са прстенастим тилакоидима ламела. Од фотосинтетских пигмената присутни су хлорофили a и c1 и фукоксантин. Контрактилна вакуола се налази у задњем делу ћелије. На површини ћелија налазе се међусобно преклопљене, билатерално симетричне плочице, налик на крљушт. Ове силикатне плочице се синтетишу у ендоплазматичном ретикулуму који је уз хлоропласте, заједно са органском материјом која ће их „цементирати" међусобно и за ћелијску мембрану.
Размножавају се и бесполно и полно. Полно размножавање се врши изогамијом (хологаметима). Гамети се спајају задњим крајевима.